# Pas de pitié pour les caves
Pour plus de détails, voir Fiche technique et Distribution.
Pas de pitié pour les caves est un film français réalisé par Henri Lepage en 1955.

## Synopsis
À Montmartre, prostituées et proxénètes du quartier se retrouvent dans le bar de Victor. L'un d'eux, Charly, s'éprend un jour de la belle Laurence, chanteuse de cabaret au Moulin de Montmartre. Mais Fernand, caïd revenant de Chicago, voit d'un mauvais œil son ancien acolyte quitte le milieu pour mener une vie honnête en compagnie de sa dulcinée, qu'il voudrait lui-même mettre sur le trottoir. Il exploite la jalousie de Jessy, maîtresse et gagne-pain de Charly, et place un revolver dans son sac. Cette dernière, piquée au vif, n'entend pas laisser sans lutter son homme prendre la tangente. Elle vient faire une scène chez Laurence et, folle de désespoir, finit par tirer sur Charly.

## Fiche technique
- Réalisation : Henri Lepage,  assisté de Jean-Claude de Nesle
- Scénario : adaptation par Henri Lepage du roman éponyme de Gaston Montho
- Dialogues : Gaston Montho et Henri Lepage
- Décors : Raymond Nègre, assisté de Henri Sonois
- Photographie : Willy Gricha
- Opérateur : Charles-Henry Montel
- Musique : Joseph Kosma
- Chansons Le Merveilleux poème et Pas de pitié pour les caves : Gaston Montho (paroles) et Joseph Kosma (musique)
- Montage : Marcelle Lehérissey
- Son : Jacques Gallois
- Maquillage : Jean-Jacques Chanteau
- Coiffures : Jacky Chanteau
- Photographe de plateau : Marcel Bouguereau
- Script-girl : Alice Ziller
- Régisseur : Louis Manella
- Société de production : Comptoir français de productions cinématographiques
- Chef de production : Jean Guilley
- Directeur de production : Roger de Broin
- Société de distribution : CFF
- Format : Noir et blanc  - 1,37:1 - 35 mm - Son mono
- Tournage du 18 avril au 12 mai 1955
- Durée : 86 minutes
- Genre : policier
- Date de sortie :
  -  France - 25 novembre 1955

## Distribution
- Dora Doll : Jessy, prostituée « soutenue » par Charly
- Colette Ripert : Laurence, chanteuse
- Robert Berri : Fernand, caïd
- Michel Ardan : Charly, souteneur et trafiquant
- Jean Tissier : Victor, tenancier du bar
- Jacques Dynam : Jo, autre souteneur et trafiquant
- Anne-Marie Mersen : Lola, prostituée « soutenue » par Jo
- Max Amyl : un mauvais garçon
- Bernard Musson : le régisseur du Moulin de Montmartre
- Henri Cogan : Riton
- Rita Cadillac : une strip-teaseuse
- Sacha Briquet : Gégène
- Magda : une strip-teaseuse
- Valérie Lambert : elle-même (strip-teaseuse)
- Christian Juin : lui-même (chanteur)
- André Bollet : un homme de Fernand
- Marcel Portier
- Jean Balthazar
- Édouard Francomme : le vendeur de journaux
- Gisèle Leila
- Corinne Aix
- Linda Gouron
- Janine Cordier
- Michèle Martin